# Богзешти (Њамц)
Богзешти (рум. Bogzești) насеље је у Румунији у округу Њамц у општини Секујени. Oпштина се налази на надморској висини од 309 m.

## Становништво
Према подацима из 2002. године у насељу је живело 70 становника, од којих су сви румунске националности.